# История Замбии

## Доколониальная история
Найденная при раскопках на археологическом участке у водопада Каламбо деревянная конструкция датируется возрастом 476 тыс. лет и признана древнейшим деревянным сооружением в мире. Также близ водопада Каламбо обнаружены многослойные стоянки ряда культур (санго, лупембе, магозийская, уилтонская), древнейшие из которых относятся к эпохе раннего палеолита (ашельская культура). 
Время жизни родезийского человека, чьи останки были обнаружены в пещере недалеко от города Брокен-Хилл (ныне город Кабве), на основе анализа сопутствующих каменных орудий и останков животных оценивается от 130—300 тысяч лет до 490 тыс. лет или более.
Несколько тысяч лет назад на территории современной Замбии жили койсанские племена. 
Начиная с IV века н. э. на территорию нынешней Замбии из Центральной Африки двинулись племена банту, вытеснившие койсанские народы. Банту занимались земледелием, скотоводством, кузнечным ремеслом. Позже стали разрабатывать медные рудники, торговать с купцами побережья Индийского океана.
В конце XVI века возникло сильное независимое королевство бантуязычного народа лунда — Казембе-Лунда, занимавшее территорию на востоке нынешней Анголы, юге ДРК и севере Замбии. 
Также примерно к XVII веку на западе нынешней Замбии вдоль верхнего течения Замбези сложилось раннегосударственное образование народа лози, или баротсе — Баротселенд, существующее ныне как часть Западной провинции Замбии.

## Европейское проникновение

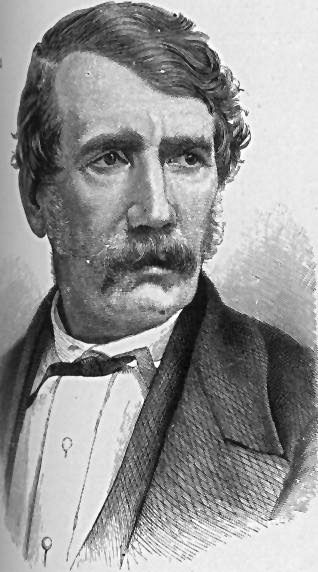
Давид Ливингстон

Первые европейцы (португальские торговцы) появились на территории современной Замбии в XVIII веке. Они (а также арабские купцы) закупали слоновую кость и медь. В XIX веке этот регион заинтересовал Британию, Германию и Бельгию. Наибольших успехов в Замбии достигли британцы. С 1891 года Баротселенд стал британским протекторатом. В том же году Британия и Португалия подписали договор о разделе бассейна реки Замбези.

## Колониальная история. Северная Родезия
Открытие в том регионе в конце XIX века богатейших месторождений медных и полиметаллических руд стимулировало проникновение в Замбию «Британской Южно-Африканской компании» (БСАК), созданной Сесилем Родсом. Компания стала развивать там горнодобывающую и медную промышленность, строить города и железные дороги.
Компания получила от британского правительства монопольное право на освоение огромной территории — от истоков Конго до Замбези. В 1895 году территории, где работала БСАК, получили наименование Южной, Северо-Западной и Северо-Восточной Родезии (название, образованное от фамилии Сессила Родса) — две последние были объединены в 1911 году в Северную Родезию. Только в 1924 году Северной Родезии был дан официальный статус колонии британской короны и назначен губернатор (с сохранением протектората Баротселенд).
В 1920-30-е колония успешно развивалась благодаря добыче полезных ископаемых и иммиграции белых поселенцев, основываших сельхозфермы.
В 1953 — 1963 годах Северная Родезия входила вместе с Южной Родезией и Ньясалендом в Федерацию Родезии и Ньясаленда.
В 1963 году Северная Родезия получила конституцию и самоуправление. В начале 1964 проведены выборы Законодательного совета, в которых победила радикальная партия ЮНИП под руководством Кеннета Каунды.

## Независимая Замбия

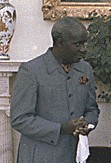
Кеннет Каунда

24 октября 1964 года страна получила независимость и имя — Республика Замбия. Президентом стал Кеннет Каунда.
В апреле 1967 года Каунда провозгласил свою концепцию «построения замбийского гуманизма». В этой концепции отвергалась капиталистическая форма экономики, вместо которой внедрялось государственное регулирование.
В ноябре 1968 года Каунда распустил парламент. С 1969 года начался процесс национализации, в первую очередь в ключевой отрасли — медной промышленности. В декабре 1972 года в Замбии была введена однопартийная система правления. Был продолжен процесс национализации в различных сферах хозяйства.
С началом построения «замбийского гуманизма» начались всё более усиливавшиеся трудности в жизни страны — рост потребительских цен, увеличение безработицы, дефицит основных продуктов питания. Несмотря на запрет с 1970 года забастовок, число таких акций протеста росло.
29 сентября 1990 года подавлена попытка переворота во главе с лейтенантом Мвамба Лучембе. Ранее, после повышения цен на кукурузу, в ходе волнений было убито 30 человек, ранено 200 и арестовано свыше 500. В результате отстранено от своих постов практически всё командование вооружённых сил страны.
Замбия, имея крупнейшие природные ресурсы, превратилась в одну из беднейших стран мира. В 1991 году Кеннет Каунда разрешил провести выборы на многопартийной основе. Эти выборы выиграло Движение за многопартийную демократию, и 2 ноября 1991 года Каунда лишился власти. Завершилась эпоха «построения замбийского гуманизма».
Новым президентом Замбии стал лидер Движения за многопартийную демократию профсоюзный деятель Фредерик Чилуба, подвергший резкой критике политику Каунды. Он упразднил централизованное управление экономикой, отменил государственные субсидии и начал приватизацию национализированных предприятий. Чилубе удалось сохранить популярность и выиграть президентские выборы 1996 года, однако уже в следующем году недовольство его политикой части общества вылилось в попытку военного переворота, в организации которого был обвинен Каунда. После нескольких лет действия военного положения Чилуба провел новые президентские выборы.
2 января 2002 года новым президентом стал Леви Патрик Мванаваса, так же представитель Движения за многопартийную демократию.
29 июня 2008 года в связи со смертельной болезнью Мванавасы обязанности президента стал исполнять вице-президент, представитель ЮНИП, Рупия Банда. После смерти Мванавасы 19 августа 2008 года он выиграл президентские выборы и стал новым президентом Замбии.
20 сентября 2011 года в результате очередных выборов к власти пришел Майкл Сата, представитель партии Патриотический фронт. Вице-президентом был, впервые за время с 1964 года, назначен белый гражданин Замбии Гай Скотт.